# Jhajjar
Jhajjar (hindi झज्जर panjabi ਝਜਰ) és una ciutat i municipalitat de l'Índia, estat d'Haryana, capital del districte de Jhajjar, situada a 28° 37′ N, 76° 39′ E / 28.62°N,76.65°E. El seu nom deriva del clan Jhajj dels jats que formen la major part de la població; apareix al cens del 2001 amb 39.004 habitants (12.227 habitants el 1901).

## Història
La ciutat fou fundada quan la zona fou conquerida pel sultà de Delhi, el 1193.
A la segona meitat del segle XVIII Murtaza Khan, un cap de mercenaris afganesos al servei de l'emperador Shah Alam, tenia tres fills, els quals es van posar al servei de Sindhia; van obtenir de Sindhia diverses cessions de terres i els títols de nawab de Jhajjar, de Bahadurgarh i de Pataudi el 1796, i van fundar principats. A Jhajjar el príncep fou Nijabat Ali Khan. Després de la conquesta britànica (1803) el seu principat fou reconegut i encara ampliat (1804). El 1857, en esclatar el motí, era nawab Abdul Rahman Khan, que es va posar al costar de la rebel·lió junt amb el seu cosí el nawab o chaudhary de Bahadurgarh. Va ser derrotat i capturat, i penjat; va refusar ser penjat per un membre d'una casta baixa i ell mateix va portar a terme l'execució; els seus fills també van ser condemnats i executats pels britànics excepte un que es va poder amagar. El principat de Jhajjar fou confiscat i es va organitzar el districte de Jhajjar (1860) dins la província del Panjab, però el 1861 la capital es va traslladar a Rohtak i el districte va agafar aquest nom. El 1997 es va formar el districte de Jhajjar separat de Rohtak, i la ciutat va esdevenir la seva capital. L'octubre de 2002 membres de les castes altes van matar un grup de dalits (intocables) prop de Duleena, però els culpables no foren castigats.